# 18228 Hyperenor
18228 Hyperenor este o planetă minoră (asteroid), cu un diametru de 23,245 km, din Asteroid troian al lui Jupiter. A fost descoperită pe 26 martie 1971 la Observatorul Palomar de Cornelis Johannes van Houten. 
Obiectul prezintă o orbită caracterizată de o semiaxă mare de 5,2828414 UAi, o excentricitate de 0,128, o înclinație de 3,20012 ° în raport cu ecliptica.